# 烈火寒冰
《烈火寒冰》（Fire and Ice）是英國女作家艾琳·杭特的系列小說《貓戰士》的首部曲中六集的第二集，於2003年6月17日由Happer Collins出版。中文版於2008年10月15日由晨星出版社出版。

## 戲情簡介
火心與灰紋順利在轟雷道路附近找到了可憐兮兮的風族，卻在回程與心懷不滿的河族結下樑子；剛趕走碎星的雷族，又要面對河族與影族聯手襲擊的可能威脅。
可是對火心來說，最糟的還不只如此：好友灰紋為了心愛的河族母貓不惜跟他翻臉；與寵物貓妹妹「公主」的意外重逢，讓受到族貓歧視、又跟朋友鬧翻的火心感到徬徨，想念起人類的家；在戰爭中袖「爪」旁觀、巴不得他被敵人殺死的副族長虎爪，到底心懷什麼鬼胎——還有，難道影族真的要跟雷族宣戰了嗎？名目張膽留下的兔子骨頭，究竟是誰的陰謀？